# Операция ЦРУ
«Опера́ция ЦРУ» (англ. Operation C.I.A., вьет. Chiến dịch của CIA) — фильм, снятый режиссёром США Кристианом Найби при участии кинематографистов Таиланда и Южного Вьетнама в 1965 году.

## Сюжет
Шпионский триллер. Действие происходит в начале 1960-х годов, когда США наращивало своё влияние в Индокитае после поражения французов в Первой Индокитайской войне.
Секретный агент ЦРУ США Марк Эндрюс направляется в столицу Южного Вьетнама город Сайгон, где он предотвращает хитроумное убийство американского посла.

## В ролях
| Актёр          | Роль        |
| -------------- | ----------- |
| Бёрт Рейнольдс | Марк Эндрюс |
| Кьеу Тинь      | Ким Тинь    |
| Джон Хойт      | Уэллс       |

## Съёмки
Компания Allied Artists в 1964 году сняла фильм «Янки во Вьетнаме» на территории Южного Вьетнама и анонсировала съёмки в Сайгоне нового фильма «Последнее сообщение из Сайгона». Однако к 1965 году обстановка в плане безопасности на территории Южного Вьетнама ухудшилась до такой степени, что безопасность киносъёмочной группы США уже не могла быть гарантирована. Поэтому съёмки были перенесены на территорию Таиланда и сцены, якобы происходящие в Сайгоне, на самом деле были сняты в Бангкоке (это очень заметно по наличию в кадрах надписей на тайском языке). Название нового фильма также было изменено на «Операция ЦРУ».